# Aphelocoma wollweberi
Az Aphelocoma wollweberi a madarak osztályának verébalakúak (Passeriformes) rendjébe és a varjúfélék (Corvidae) családjába tartozó faj.

## Rendszerezése
A fajt Johann Jakob Kaup német ornitológus írta le 1854-ben.

## Alfajai
- Aphelocoma wollweberi arizonae (Ridgway, 1874)
- Aphelocoma wollweberi couchii (S. F. Baird, 1858)
- Aphelocoma wollweberi gracilis G. S. Miller, 1896
- Aphelocoma wollweberi potosina Nelson, 1899
- Aphelocoma wollweberi wollweberi Kaup, 1855[2]

## Előfordulása
Az Amerikai Egyesült Államok déli részén és Mexikó területén honos. Természetes élőhelyei a szubtrópusi vagy trópusi síkvidéki és hegyi esőerdők. Állandó, nem vonuló faj.

## Megjelenése
|  |

## Természetvédelmi helyzete
Az elterjedési területe nagyon nagy, egyedszáma is nagy, viszont csökken. A Természetvédelmi Világszövetség Vörös listáján nem fenyegetett fajként szerepel.